# Гусаренко, Георгий Агеевич
Гео́ргий Аге́евич Гусаре́нко (латыш. Georgs Gusarenko; 9 октября 1937) — советский и латвийский футболист, тренер, инспектор матчей. 
Умер 23.12.2022.
Первые шаги Гусаренко в футболе были связаны со спортивной школой «Даугава» в Риге. В 1959 году он играл в дубле московского «Динамо». С 1960 по 1962 он играл в рижской «Даугаве» в Высшей советский лиге. Когда «Даугава» вылетела из Высшей лиги, он перешёл в лиепайский «Звейниекс», в составе которого участвовал во Второй советской лиге. Позже он был играющим тренером в рижских «Компрессоре» и «Электроне». Был ассистентом Яниса Скределиса в рижской «Даугаве» (1982—1988), а затем стал главным тренером.
После восстановления независимости Латвии работал в «Амстриге», клубе «Полиции», «Риге». С 2002 года — футбольный инспектор (чемпионат Латвии).